# 不明原因肺炎 (分类)
不明原因肺炎，是中华人民共和国传染病防治体系中的一个分类。目前，下列疾病曾被归类为不明原因肺炎：
- SARS：2002年1月21日广东省卫生厅命名为“非典型肺炎（不明原因）”，2003年3月31日卫生部正式命名为“传染性非典型肺炎”[1]；
- 2019冠状病毒病：2019年12月31日武汉市卫生健康委员会命名为“不明原因的病毒性肺炎”，2020年1月20日国家卫生健康委正式命名为“新型冠状病毒感染的肺炎”，后更名为“新型冠状病毒肺炎”（简称新冠肺炎）。

## 确诊标准
根据中华人民共和国卫生部于2007年5月10日公布的《卫生部关于印发〈全国不明原因肺炎病例监测、排查和管理方案〉的通知》（卫应急发〔2007〕158号），不明原因肺炎指同时具备以下四种情况、且不能明确诊断为其它疾病的肺炎病例：
1. 发热（腋下体温≥38℃）；
2. 具有肺炎的影像学特征；
3. 发病早期白细胞总数降低或正常，或淋巴细胞分类计数减少；
4. 经规范抗菌药物治疗3-5天[3]，病情无明显改善或呈进行性加重。